# Alluwamna
Alluwamna fue un rey de Hatti, sucesor de Telepinu, que gobernó en el siglo XV a. C.

## Biografía
Alluwamna fue el yerno y sucesor de Telepinu, que gobernó durante un lapso de tiempo indeterminado, en los llamados años oscuros de la monarquía hitita (periodo también conocido como Reino Medio hitita).
Los escasos documentos que han sobrevivido parecen indicar que murió asesinado por su sucesor, Tahurwaili.